# Révolte spartakiste de Berlin
La révolte spartakiste de Berlin ou révolte de janvier est le nom donné à la grève générale et aux combats qui l'ont accompagnée en Allemagne entre le 5 janvier et le 12 janvier 1919. Son déclenchement, puis sa répression par des corps francs recrutés par Gustav Noske, constitue l'un des principaux épisodes de la révolution allemande de 1918-1919.
L'adjectif « spartakiste » est en général utilisé pour parler de ces événements, même si le Parti communiste d'Allemagne, fondé quelques jours plus tôt par la Ligue spartakiste, n'a ni lancé ni mené le soulèvement, et n'y a participé qu'après qu'il eut véritablement commencé.

## Montée en puissance de la révolte
Le déclencheur de la révolte est la révocation par le Conseil des commissaires du peuple le 4 janvier 1919 d'Emil Eichhorn, chef de la police depuis les journées de novembre et membre du Parti social-démocrate indépendant (USPD). À cette période, les décisions du conseil sont supervisées par le chancelier Friedrich Ebert, membre du Parti social-démocrate (SPD), qui y occupe tous les postes depuis que l'USPD a quitté le Conseil le 29 décembre 1918. Le chancelier n'a plus aucune confiance en Emil Eichhorn depuis que ce dernier a refusé, lors des « combats de Noël » (23-25 décembre), de participer à la répression des marins qui s'étaient mis en grève. C'est la raison pour laquelle il décide de le renvoyer.
Les soutiens d'Eichhorn, notamment le comité directeur de l'USPD berlinois, décident d'organiser une manifestation le lendemain. La manifestation du 5 janvier prend une ampleur qui dépasse toutes leurs espérances. Certains manifestants sont armés, incités et aidés par des informateurs et des provocateurs. De nombreux travailleurs s'emparent alors du siège d'un journal, dans la Kochstraße (de), à Berlin et montent des barricades dans les rues. D'autres travailleurs les rejoignent bientôt et bloquent de nombreuses rues dans le quartier du journal, dont le bureau du Vorwärts, organe officiel du SPD. Le journal avait publié des articles hostiles aux spartakistes depuis le début du mois de septembre.
Les dirigeants de l'USPD et du KPD décident rapidement de soutenir la révolte. Ils appellent à la grève générale à Berlin pour le 7 janvier. Environ 500 000 travailleurs se mettent en grève et manifestent dans le centre-ville de Berlin en cette fin de semaine.
Un comité d'action révolutionnaire composé de 52 membres, dont font partie Karl Liebknecht et Georg Ledebour, est créé dans le but de prendre le pouvoir, mais dans les deux jours qui suivent la manifestation, des dissensions internes empêchent de définir une marche à suivre. Certains appellent à l'insurrection armée quand d'autres préfèrent défendre l'idée de négocier avec Friedrich Ebert. Le comité n'est pas en mesure d'indiquer des consignes aux centaines de milliers de manifestants, qui attendent des instructions dans les rues et sur les places. Ceux-ci rentrent donc chez eux le 6 et le 7 janvier au soir. Les travailleurs qui occupent toujours les bâtiments engagent quant à eux les premiers combats de rue : c'est le début de la « semaine sanglante ».
Même au sein du Parti communiste, tout le monde n'est pas d'accord sur ce qu'il faut faire. Karl Liebknecht, à la différence de Rosa Luxemburg, est pour un renversement par la force du gouvernement Ebert, car sinon le KPD s'éloignerait trop de la volonté des travailleurs dont c'est l'intention. Dans le même temps, de nombreux dirigeants du KPD essaient de rallier à leur cause les régiments en position à Berlin, en particulier la Volksmarinedivision, composée des marins dont la grève de décembre a déclenché la révolte. Leur présence armée est supposée éviter tout combat. Mais cette stratégie échoue car la plupart des marins sont déjà rentrés chez eux du fait de leur loyauté au Conseil des commissaires du peuple.

## La semaine sanglante (5-12 janvier 1919)
Le gouvernement socialiste du président Ebert conclut un accord avec l'armée pour mater dans le sang la révolte. Le 8 janvier, les membres du KPD quittent le comité d'action révolutionnaire lorsque les représentants de l'USPD invitent Friedrich Ebert à des négociations. Pendant que celles-ci débutent, les travailleurs découvrent l'existence d'un tract du Vorwärts intitulé « Die Stunde der Abrechnung naht ! » (« L'heure des comptes approche ! »), et apprennent que l'administration du SPD a engagé des Freikorps (corps francs), milice paramilitaire contre-révolutionnaire, pour contrer la révolte ouvrière. Friedrich Ebert a en effet donné cet ordre au ministre de la Défense Gustav Noske le 6 janvier. Le comité d'action révolutionnaire arrête alors ses discussions avec le SPD, et la Ligue spartakiste appelle ses membres à prendre les armes.
Le même jour, Friedrich Ebert ordonne aux Freikorps recrutés par Gustav Noske d'attaquer les travailleurs révoltés. La milice est composée d'anciens militaires ayant participé à la Première Guerre mondiale qui possèdent toujours leurs armes de guerre, ce qui lui donne un avantage certain. Les Freikorps reprennent donc rapidement les rues bloquées par des barricades et les bâtiments occupés. Beaucoup de travailleurs se rendent, ce qui n'empêche pas les soldats d'en tuer plusieurs centaines. Un nombre inconnu de civils meurt également durant les combats,.

## L'assassinat de Karl Liebknecht et Rosa Luxemburg
Karl Liebknecht et Rosa Luxemburg sont capturés par les corps francs et assassinés le 15 janvier. Le corps de Rosa Luxemburg est ensuite jeté dans le canal Landwehr, situé à proximité,. Les assassins seront retrouvés, jugés, et condamnés avec circonstances atténuantes en mai 1919.
Ce double assassinat est ensuite commémoré avec plus ou moins de retentissement selon les périodes historiques : sous la république de Weimar, la commémoration est discrète et est le fait du parti communiste ; sous le Troisième Reich, l’hommage est individuel et isolé ; en République démocratique allemande, la manifestation est récupérée par le pouvoir ; dans l’Allemagne réunifiée, l’événement peine à rassembler quelques forces de gauche contestataires.